# كوبا كوبالادزي
كوبا كوبالادزي (مواليد 7 يوليو 1969) (بالجورجية: კობა კობალაძე)‏ هو لواء عسكري متقاعد عمل في القوات المسلحة الجورجية في مناصب عسكرية عليا. وفي 5 مايو 2009، ألقت الشرطة الجورجية القبض عليه بتهمة التآمر لتمرد على الجيش.

## مسيرته
ولد في مدينة تبيليسي بالجمهورية الجورجية السوفيتية الاشتراكية آنذاك، خدم كوبالادزي في القوات المسلحة السوفيتية من 1987 إلى 1989. في عام 1991 تطوع في الحرس الوطني الجورجي، الذي شارك في الحرب الأهلية الجورجية. وقد شارك كوبالادزي بنشاط في الحرب في أبخازيا وكان واحدا من كبار القادة. وأثناء إحدى المعارك أصيب بجروح بالغة بالقرب من غاغرا (Gagra). تلقى كوبالادزي تسع رصاصات على الصدر ونجا ولكن لم يتعافَ بشكل كامل.
تخرج كوبالادز من كلية ريازان العليا (Ryazan Higher Airborne College) في عام 1996 وأكاديمية فرونز العسكرية بروسيا عام 1999. وفي عام 2000، تم تعيين العقيد كوبالادزي قائدا للقوات البرية لوزارة الدفاع الجورجية. وقد أعيد تدريبه في مراكز الناتو في الولايات المتحدة وألمانيا وتركيا في الفترة من 2001 إلى 2003. وفي عام 2001، أصبح قائدا للحرس الوطني في جورجيا، واستقال من المنصب في عام 2004. وفي عام 2009، كان من بين المؤسسين لنادي الجنرالات (منظمة غير حكومية).